# Línguas ítalo-ocidentais
O ítalo-ocidental é o maior subgrupo de línguas românicas, incluindo 38 línguas, divididas em dois subgrupos:  
1. Línguas ítalo-dálmatas, do qual fazem parte o italiano, o napolitano, o siciliano e o já extinto dalmático
2. Ocidental, constituído por 32 línguas, divididas em dois subgrupos:
2.1. Línguas galo-ibéricas:
2.1.1. Línguas galo-românicas
2.1.1.1. Línguas galo-itálicas - faladas no norte da Itália (emiliano-romanhol, lígure, lombardo, piemontês, vêneto etc.);
2.1.1.2. Línguas galo-réticas - línguas de oïl (tais como o francês e outras línguas regionais faladas na França e o valão, falado sobretudo na Bélgica)
2.1.1.3. Línguas reto-rômanicas (friulano, ladino dolomita, romanche)
2.1.2 Línguas ibero-românicas (espanhol, português, galego, ladino, catalão, occitano e outras línguas).
2.2 Línguas pirenaico-moçárabes, com apenas um subgrupo, o pirenaico, constituído por apenas uma língua: o aragonês.